# George Cayley

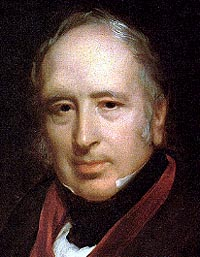
Sir George Cayley, 6. Baronet

Sir George Cayley, 6. Baronet, (* 27. Dezember 1773 in Scarborough, Yorkshire; † 15. Dezember 1857 in Brompton, westlich von Scarborough) war ein britischer Ingenieur, der sich als einer der Ersten mit der Wissenschaft des Fluges beschäftigte. Er baute das erste Gleitflugzeug der Welt bereits 1852, das ohne Pilot getestet wurde.

## Leben
Er war der älteste Sohn des Sir Thomas Cayley, 5. Baronet (1732–1792), bei dessen Tod er 1792 dessen 1661 in der Baronetage of England geschaffenen Adelstitel Baronet, of Brompton in the County of York, erbte. Aus seiner 1795 geschlossenen Ehe mit Sarah Walker hatte er vier Töchter und seinen Sohn und Erben als 7. Baronet, Digby Cayley (1807–1883).
Er wurde als Fellow in die Royal Society aufgenommen. Von 1832 bis 1834 war er für den Wahlbezirk Scarborough Abgeordneter im House of Commons.

## Cayley-Gleiter
Cayley bewies aufgrund intensiver Studien, gegen den Glauben vieler, dass es dem Menschen unmöglich ist, mit einem Paar „angeschnallter Flügel“ aus eigener Muskelkraft zu fliegen. Eine von ihm 1799 über dieses Thema verfasste Abhandlung hatte großen Einfluss auf die weitere Entwicklung der Fliegerei. Auch auf seine Erkenntnisse haben die Brüder Wright ihre Arbeit aufgebaut.
1804 begann Cayley große Gleiter zu bauen, die bereits große Ähnlichkeiten zu heutigen Gleitern aufwiesen. Die Gleiter waren Eindecker mit großen Vordertragflächen, kleineren Hecktragflächen und horizontalen Stabilisatoren. Die Gleiter probierte er erfolgreich mit Tieren als Besatzung aus.
Im Jahr 1809 gab es nach Cayleys eigenem Bericht im Journal of Natural Philosophy, Chemistry and the Arts, Band 24, einen Flug mit einem Gleiter. In dem Bericht gibt er zwar an, er hätte bisher nur die Flugeigenschaften und die Sicherheitsvorkehrungen getestet, für einen Flug selbst mit Besatzung aber noch keine Möglichkeit gehabt. Nach Recherchen von Richard Dee berichtet Susan Sibbald in ihren Memoiren von einem Abendessen mit George Cayley im Jahr 1810, bei dem dieser davon berichtet, bei einem Testflug im Jahr 1809 sei ein Junge abgestürzt und verletzt worden.
In der Mitte des Jahres 1849 fand ein Fesselflug eines Gleiters statt, der mit einem Jungen bemannt war und der von einer Bodenmannschaft mit einem Seil gegen den Wind gezogen wurde. Nach den Skizzen in Cayleys Notizbuch Egypt war es ein Gleiter mit drei übereinanderliegenden Tragflächen und seitlich angebrachten, beweglichen Flügeln, die für den Auftrieb sorgen sollten. Montiert war diese Konstruktion auf einem kanu-förmigen Gestell mit Rädern.

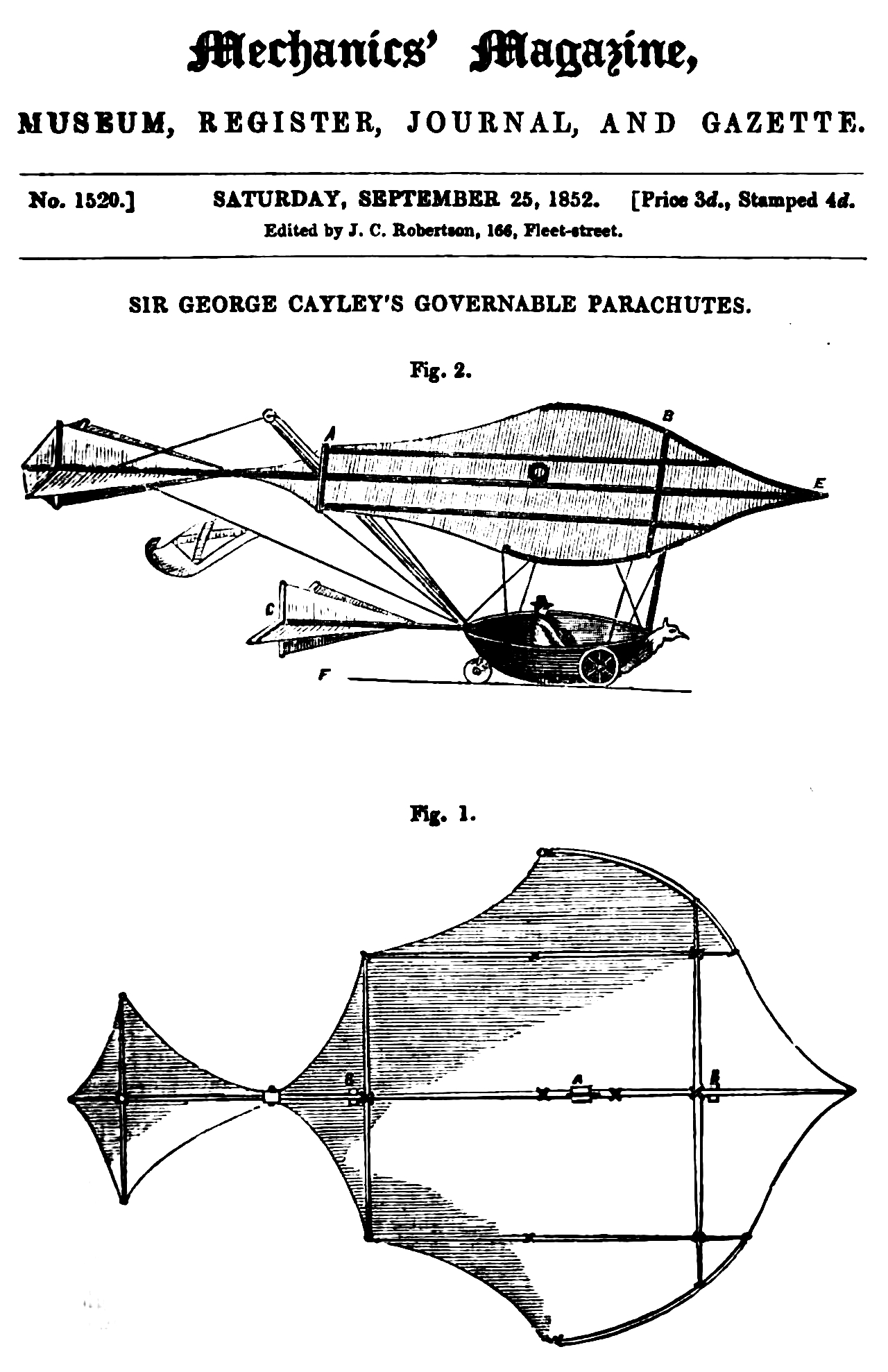
Gleiter von Cayley in Mechanics’ Magazine, 1852

Im September 1852 veröffentlicht Cayley den Beitrag Sir George Cayley’s Governable Parachutes (dt. Sir George Cayleys steuerbare Fallschirme) im Mechanics’ Magazine, der die Pläne und Beschreibungen zu einem einflächigen Gleitflugzeug enthält. Cayley weist in seinem Artikel darauf hin, dass dieses aerial vehicle (dt. Luftfahrzeug) ausgiebig ohne Pilot mit Ballast von einem Pfund Gewicht auf den Quadratfuß Fläche erfolgreich getestet worden sei.

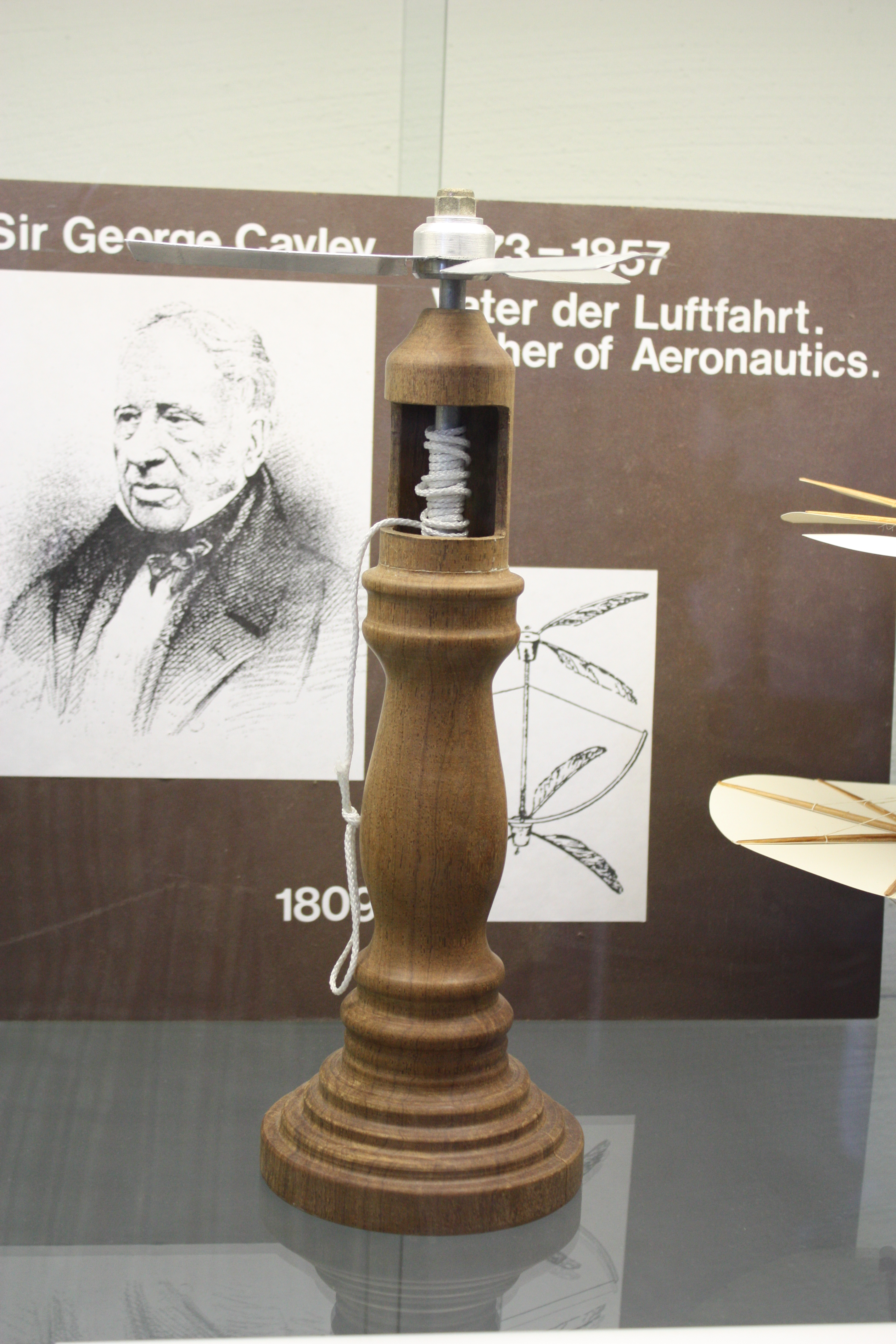
„Hubschrauber-Spielzeug“ von Cayley, 1854, Propellerblätter aus verzinntem Blech, Ständer aus Rosenholz (Nachbau)

## Nachbau

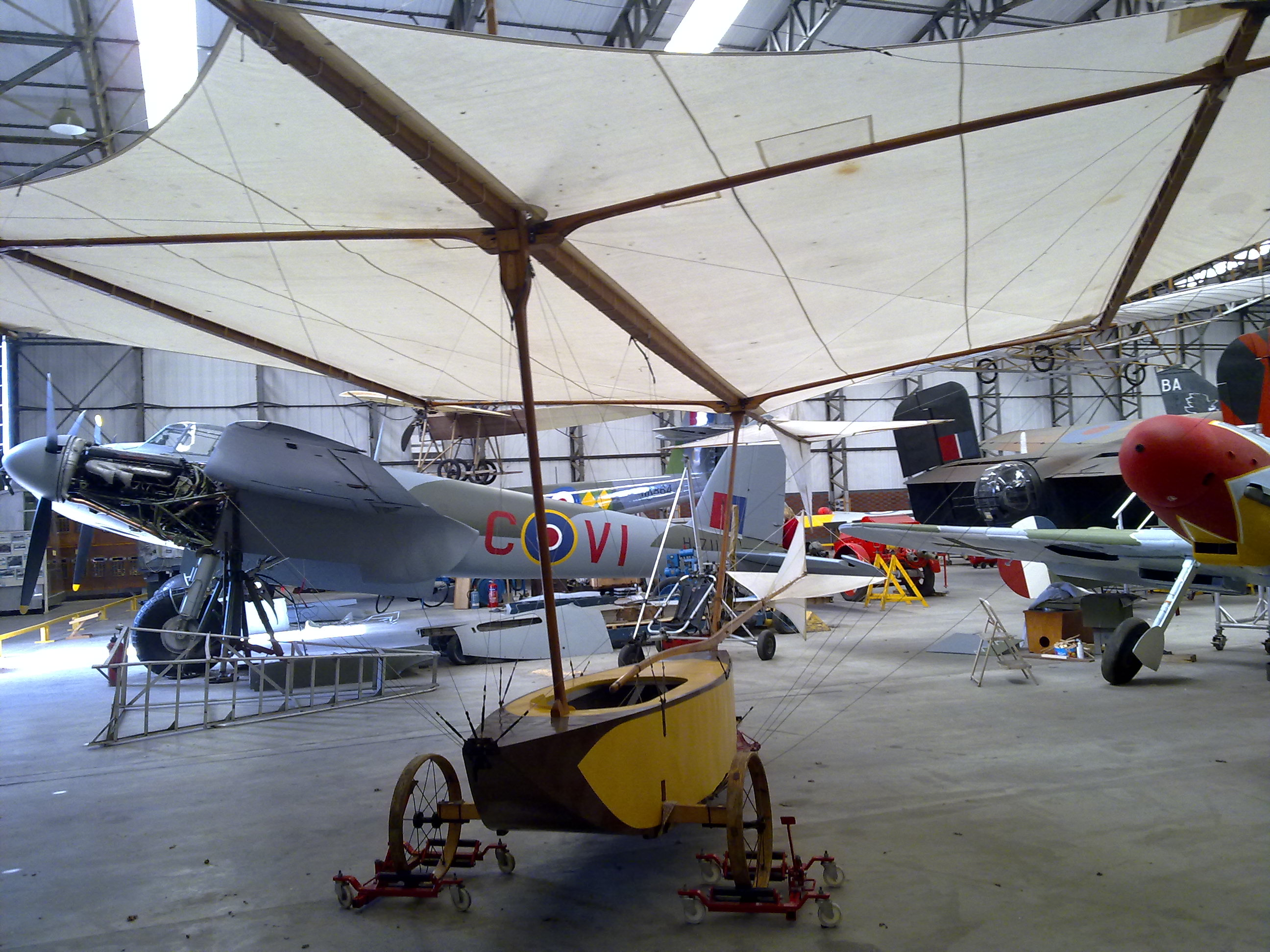
Nachbau eines Gleiters

Die Tatsache, dass in den folgenden 40 Jahren bis zu den Versuchen Otto Lilienthals keine bemannten Flüge stattgefunden haben, lässt an der Darstellung Cayleys Zweifel aufkommen. Andererseits wurde der Flugapparat 1973 nach Originalplänen rekonstruiert und am Originalstartplatz vom bekannten englischen Segelflieger Derek Piggot im Autoschlepp erfolgreich geflogen, wobei Piggot den Gleiter sogar kontrolliert steuern konnte. Damit ist zumindest die grundsätzliche Tauglichkeit der Konstruktion bewiesen. Ein weiterer, späterer Nachbau flog 2003. Bei diesem Versuch waren Allan McWhirter und Richard Branson die Piloten.

## Trivia
Zurzeit ohne weitere Bestätigung bleibt ein Bericht, dass Cayley im Juli 1853 seinen Kutscher überzeugt haben soll, sich als Pilot (oder wohl eher: Ballast) zur Verfügung zu stellen. Der Gleiter soll auf einen Berg in Brompton geschleppt worden sein, von wo er dann, mit dem Kutscher an Bord, von mehreren Arbeitern den Berg hinabgeschoben wurde, bis er abhob und nach einem rund 130 m weiten Flug sicher auf einer Wiese landete. Dies wäre dann der erste überlieferte erfolgreiche bemannte Segelflug gewesen, bereits rund 40 Jahre vor Otto Lilienthal.
Ihm zu Ehren trägt der Cayley-Gletscher in der Antarktis seinen Namen.